# Будинок-музей Миколи Лисенка
Музей Миколи Лисенка — один із музеїв Українського Парнасу, розташований у колишньому будинку вчителя-природника Миколи Гвоздика, де український композитор Микола Віталійович Лисенко винаймав 2-й поверх зі серпня 1894 по листопад 1912 року (Київ, вулиця Саксаганського, 95-б).
Музей знайомить із життям і творчістю композитора. В музеї також проходять концерти.
Експозиція музею працює з 1980 р. (до 1987 — у складі Державного музею театрального, музичного та кіномистецтва України).
Родина композитора займала 2-й поверх будинку (1894 р. забудови, архітектор Хойнацький). Саме тут М.Лисенко проживав з 1894 р. до самої смерті у 1912 році, тож у 2-му поверсі облаштовано меморіальну зону музею. З 1894 року по 1912 рік на першому поверсі проживав власник садиби Гвоздик Микола Васильович - член Старої Громади, аптекарський помічник, викладач природничих наук у приватній гімназії В.Науменка та інших середніх навчальних закладах Києва. Був дільничним попечителем Лук’янівської дільниці від Київської міської думи.
У меморіальній вітальні представлено концертний рояль фірми «Блютнер» та портрет М.Лисенка роботи Осипа Куриласа в унікальній різьбленій рамі.
Робочий кабінет митця, де зберігаються більшість меморіальних меблів і особистих речей композитора, відтворено згідно з документальними фотографіями. Відновлено автентичний паркет, ліпнину, збережено кахляні груби. На стінах розміщено українські народні музичні інструменти з колекції Лисенка: колісну ліру, торбан, цимбали, кобзу. Тут Микола Лисенко працював над операми «Тарас Бульба», «Енеїда», «Ноктюрн», останніми випусками «Музики до „Кобзаря“», обробками народних пісень, найвідомішими фортепіанними мініатюрами та ін.
1-й поверх, з якого починається огляд музею, присвячено творчому доробку композитора. Основою фондової колекції музею є особистий творчий архів митця, переданий з Кабінету-музею М. В. Лисенка при Київській державній консерваторії (нині — Національна музична академія України ім. П.І.Чайковського), експонати Театрального музею, а також подаровані нащадками композитора.

Меморіальна дошка на фасаді будинку
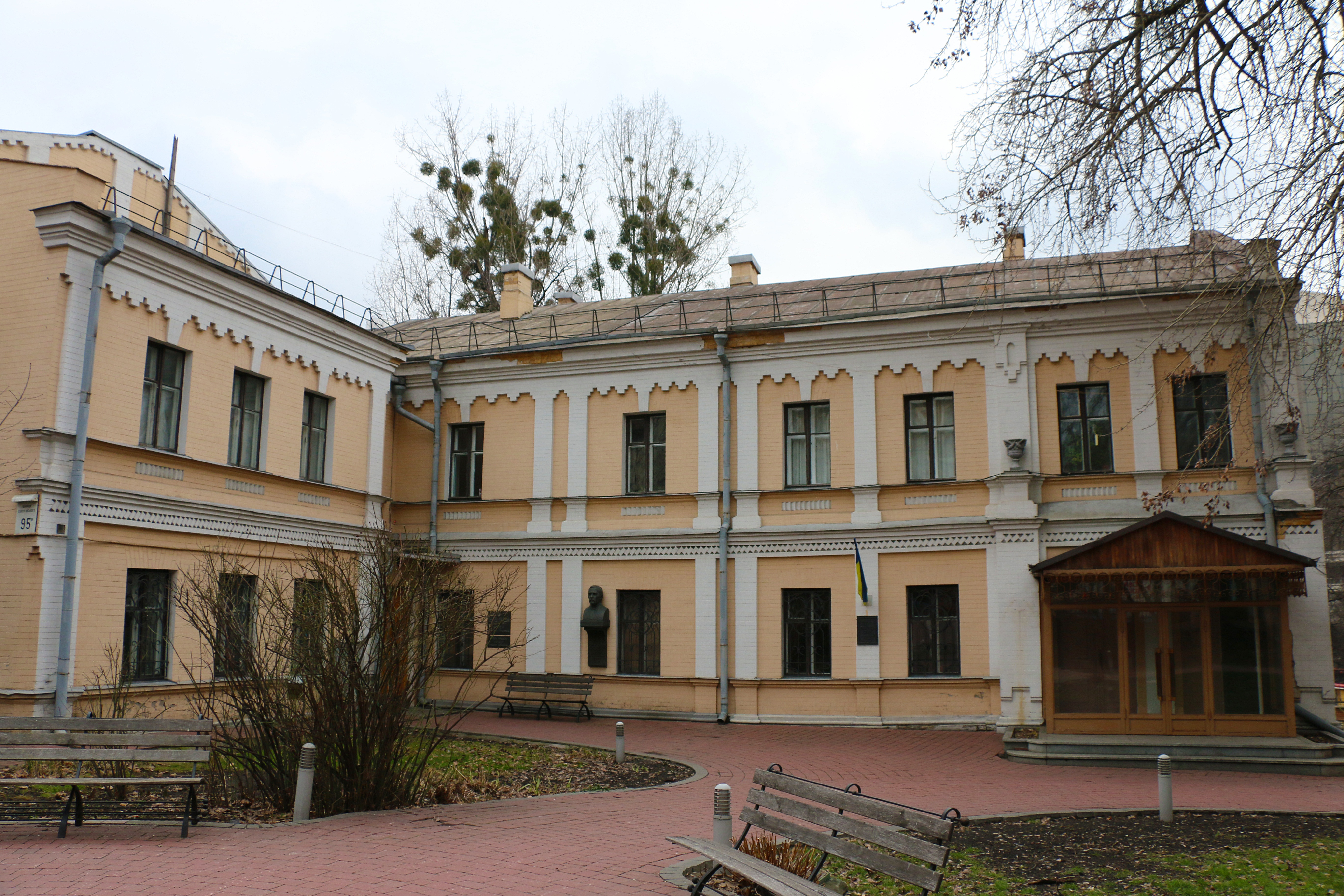
Будинок музею

## Архітектура
Будинок є двоповерховим з високим напівпідвалом у тильній частині (за рахунок значного перепаду рельєфу), цегляний, пофарбований, у плані Г-подібний. Дах двосхилий, з бляшаним покриттям. Асиметрію загальної побудови визначає структура плану, що складається з основної житлової частини з входом на правому фланзі й розташованого ліворуч невеликого крила (призначалося для господарських приміщень). Внутрішнє планування житлової частини — дворядне анфіладне (перший поверх) і коридорно-анфіладне (другий поверх), у крилі — зального типу. Вертикальний зв’язок забезпечують двоє кам’яних сходів, пов’язаних з входами до будинку: одномаршові — на правому фланзі, двомаршові — в місці прилягання бічного крила.
Оздоблений у цегляному стилі з елементами неоренесансу. Ритмічно-ярусну композицію головного фасаду визначають ряди прямокутних вікон і горизонтальні членування — профільований вінцевий карниз, міжповерховий гурт зі смугою поребрика та підвіконні гурти. Простінки й наріжжя підкреслено одинарними й подвійними лопатками, об’єднаними на другому поверсі зубчастою лінією своєрідного фриза, що включає й замкові камені віконних прорізів, під якими вміщено фільонки з поребриком. Вхід на лівому фланзі акцентовано двосхилим металевим під дашшям з ажурною лиштвою та двома вазами на п’єдесталах, встановлених над лопатками вище міжповерхового гурта. Бічний та тильний фасади мають спрощений декор. Вінцеві й міжповерхові гурти та нішки аритмічно розташованих вікон другого поверху тильного фасаду оформлено мереживом цегляних зубців. На тильному фасаді виділяється пов’язана з їдальнею у квартирі М. Лисенка проста двоповерхова дерев’яна веранда, що колись виходила у великий вишневий сад.